# Ван Аньши
Ван Аньши́ (кит. 王安石, пиньинь Wáng Ānshí, 1021 — 21 мая 1086), взрослое имя Цзефу (介甫 Jièfǔ), прозвище Баньшань (半山), титул Цзин(го)гун («Цзинский князь» 荆(国)公）— китайский государственный деятель, реформатор, экономист, прозаик и поэт, автор «нового политического курса» (синьфа, 新法) — программы реформ фискальной администрации, вызвавшей раскол среди сунских интеллектуалов. Реформы были частично проведены благодаря поддержке императора Шэнь-цзуна; среди сторонников Вана был также крупнейший учёный Шэнь Ко. Однако значительная часть представителей интеллектуальной элиты и бюрократического аппарата усматривали в них угрозу для существования империи. Среди противников Вана были такие выдающиеся личности как Сыма Гуан, Су Ши и Оуян Сю.

## Биография
Чрезвычайно одарённый от рождения, получил хорошее образование уже в юном возрасте, столь же рано сумел сформировать свои политические взгляды и идеалы. До наступления совершеннолетия много сопровождал своего отца в поездках по стране, где познакомился с заботами и нуждами простого народа. После успешной сдачи экзаменов служил около 10 лет на должности наместника в различных провинциях Китая. В 1069 году был назначен на должность первого министра. Пользуясь властью нового положения, обеспечивает проведение закона, который ограничивает произвол крупных землевладельцев. Благодаря этому, удаётся смягчить разрушительное последствие экономического кризиса в сельском хозяйстве.
Под давлением вдовствующей императрицы Гао (1032—1093), поддерживающей группировку консерваторов, её сын, император Шэнь-цзун (на троне 1067—1085) дважды удалял Ван Аньши от двора (1074 и 1076) и лишал его поста первого министра. Последние годы жизни Ван Аньши провёл в своей усадьбе в горах на окраине Цзяннина, посвятив себя поэтическому творчеству и беседам с буддийскими монахами. В 1085 году он узнал о приходе к власти его политического противника, главы группировки консерваторов Сыма Гуана (1018—1086), и от душевных переживаний обострилась чахотка, мучившая его уже много лет. Больше года он был прикован к постели, и в 1086 году в возрасте 65 лет скончался.
Личность реформатора получила резко негативную оценку в традиционной китайской историографии (на него, в частности, возлагалась ответственность за падение династии Сун), и при жизни его труды (нередко политически конъюнктурные) напечатаны не были. Тем не менее, Ван Аньши, более всего в истории китайской литературы прославившийся своей прозой, известен как один из «восьми великих писателей [эпох] Тан и Сун».

## Идейный конфликт

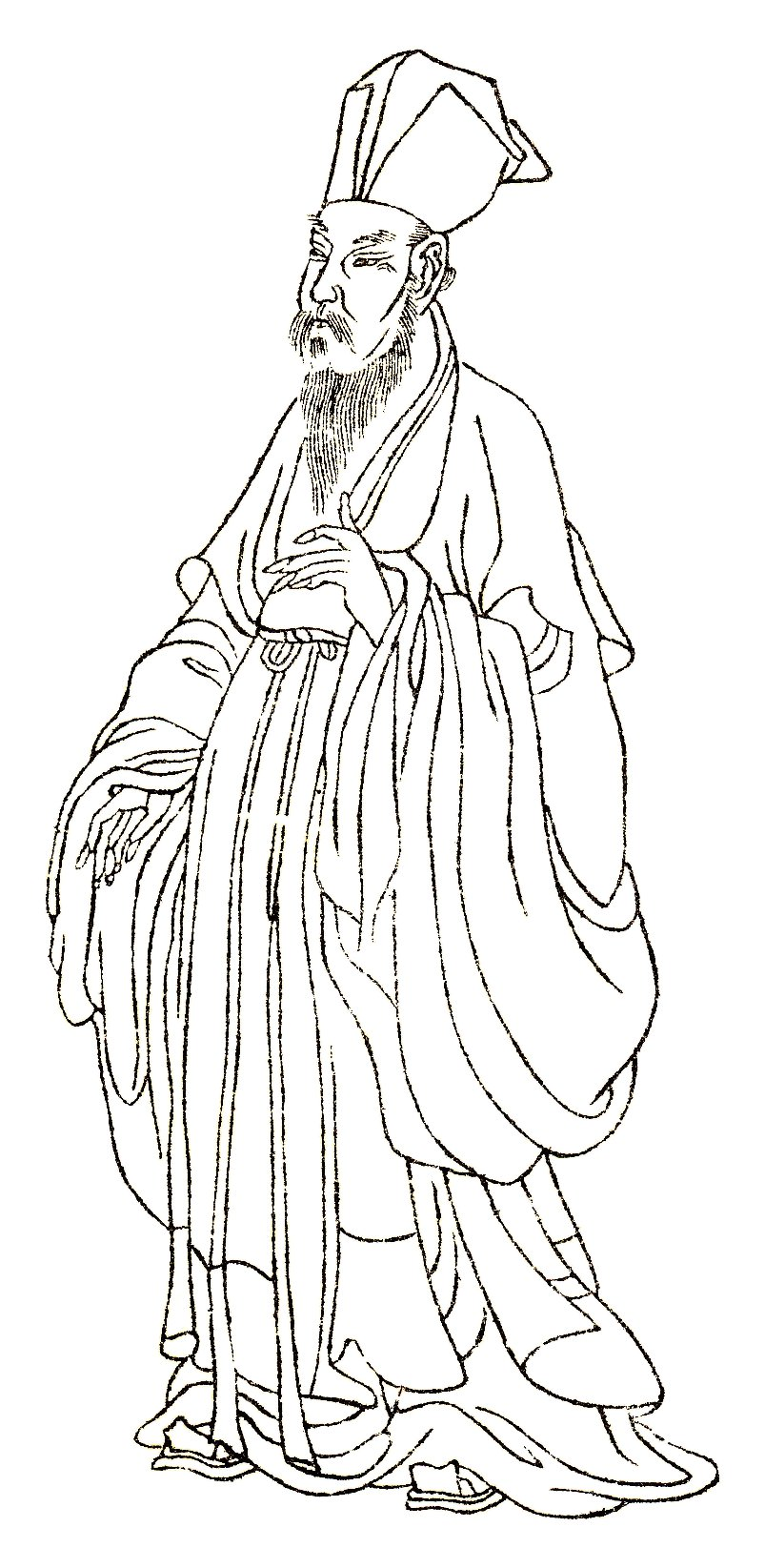
Ван Аньши

Разногласия вокруг реформ Ван Аньши были, по сути, столкновением между двумя типами мировоззрений. Понятие о характере разногласий даёт публичный (перед императором) спор в 1067 между Ван Аньши и Сыма Гуаном, записанный последним, где обсуждается петиция двух глав областей, не смеющих принять дары в честь церемонии жертвоприношения.
Весьма показательным является также письмо, направленное Вану Сыма Гуаном в 1070, 27 день 2-го месяца: в нём, в частности, Сыма признаёт, что «не верит в клевету, распускаемую врагами Вана»; однако основным содержанием письма становится критика его финансовой политики, с призывом прислушаться к недовольству народа. Среди прочего Сыма апеллирует к Конфуцию, утверждавшему, что «благородный муж говорит о морали, и только низкий люд — о прибыли».
В своём ответе Ван апеллирует к примеру Пань Гэна (盤庚, Pán Gēng), монарха династии Шан, который перенёс столицу государства в Инь — несмотря на протесты чиновников и народа. Согласно Вану, это было сделано не авторитарным путём, а после надлежащего обсуждения при дворе.

## Творчество
В Китае до новейшего времени оставалась популярной фраза из стихотворения Ван Аньши
«Причаливаю лодку в Гуачжоу» (кит. упр. 泊船瓜洲):

Снова зеленит весенний ветер южный берег Янцзыцзяна.
Оригинальный текст (кит.)春风又绿江南岸

Она является показателем упорности труда китайского поэта над своим произведением: Ван Аньши перерабатывал её свыше десяти раз, пока не подобрал слово «зеленит».

## В филателии
18 октября 2010 года в рамках серии из четырёх почтовых марок КНР «Слива, орхидея, бамбук, хризантема» (кит. упр. 梅兰竹菊) тиражом 12,08 млн экземпляров была выпущена марка, посвящённая сливе. На ней приведён текст стихотворения Ван Аньши «Цветы сливы» (梅花) и помещена репродукция картины Цзинь Нуна.

## Переводы на русский
- Ван Аньши. [Стихи] // Поэзия эпохи Сун. М., 1959, С. 103—115; Классическая поэзия Индии, Китая, Кореи, Вьетнама, Японии. М., 1977, С. 338—340;
- Литература Востока в средние века: тексты / Под ред. Н. М. Сазановой. М., 1996, С. 367—369;
- Облачная обитель. Поэзия эпохи Сун (X—XIII вв.). СПб., 2000, С. 47-53;
- Печали и радости. Двенадцать поэтов эпохи Сун. Пер. с кит. /Сост. Е. А. Серебряков и Г. Б. Ярославцев. М., 2000;
- Ван Аньши. Рассуждения о ритуале и музыке. Перевод и комментарии А. Б. Калкаевой. // Человек и духовная культура Востока. Альманах. М., 2003. С.143-154